# Moos-Steinbrech
Der Moos-Steinbrech (Saxifraga bryoides), auch Moosartiger Steinbrech genannt, ist eine Pflanzenart aus der Gattung Steinbrech (Saxifraga) in der Familie der Steinbrechgewächse (Saxifragaceae). Er gedeiht in europäischen Gebirgen.

## Beschreibung

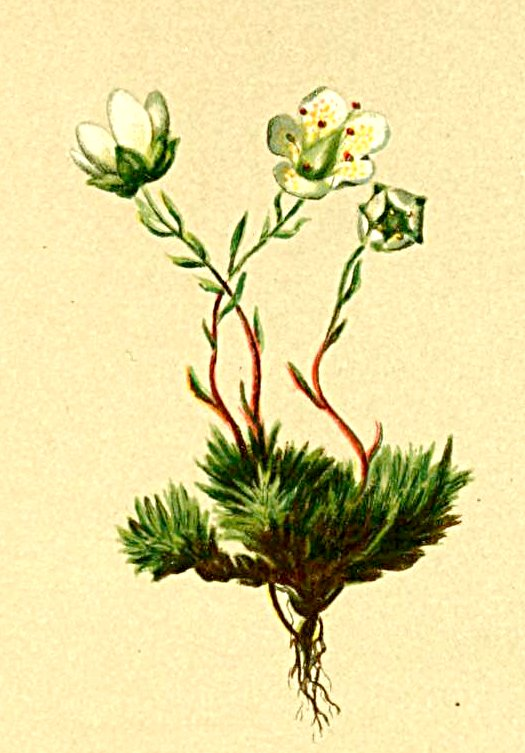
Illustration aus Atlas der Alpenflora

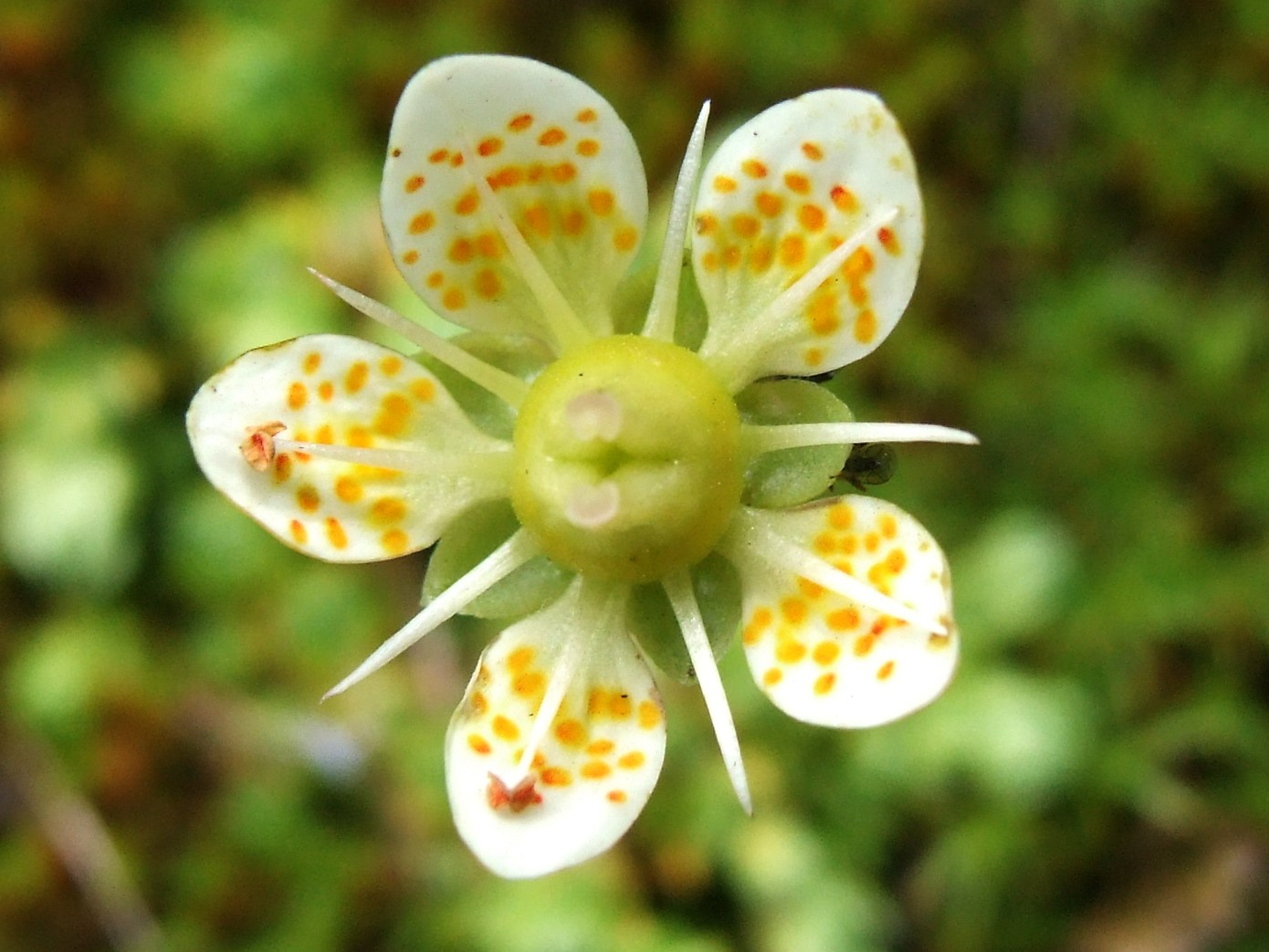
Radiärsymmetrische, fünfzählige Blüte im Detail

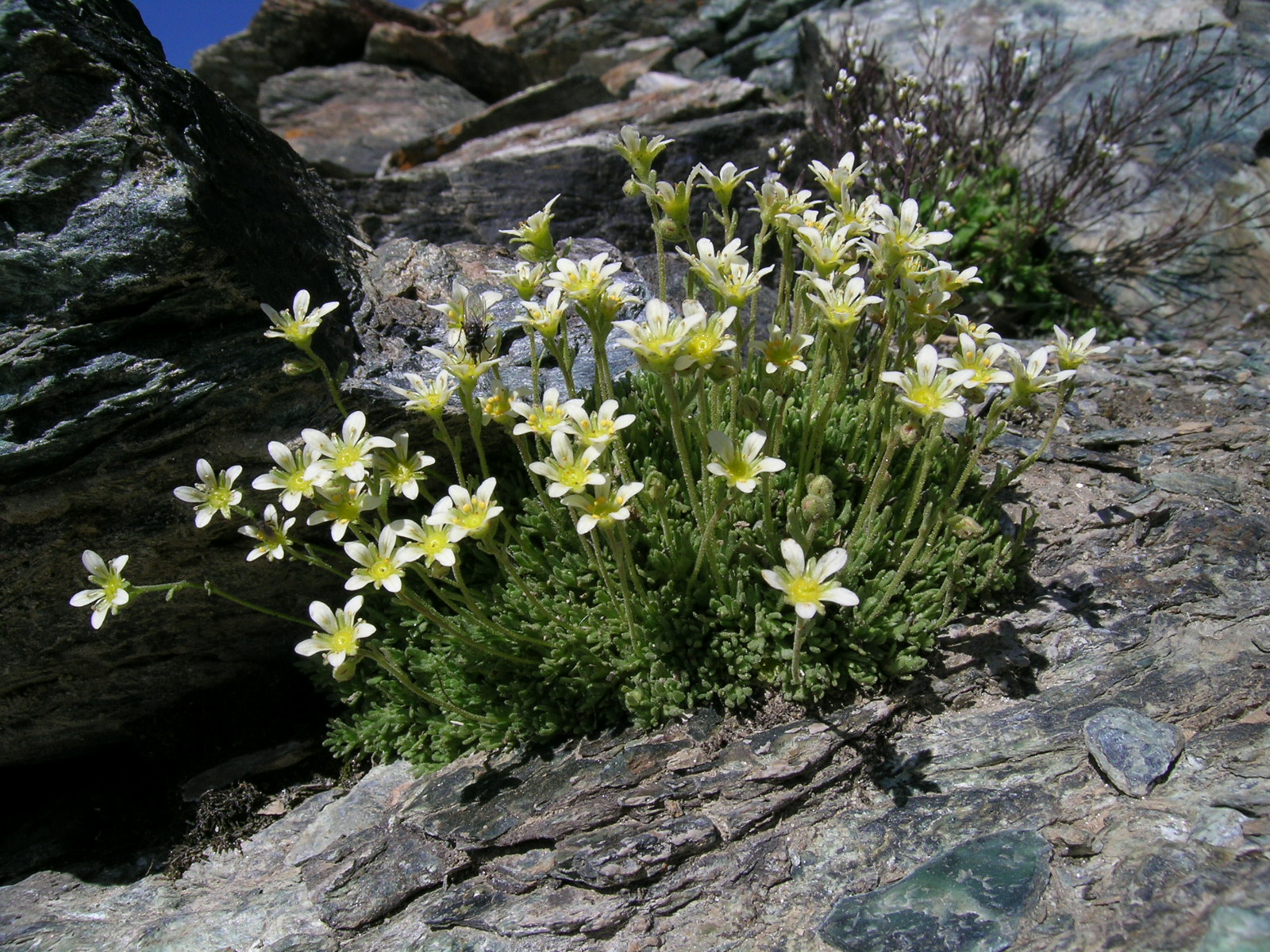
Moss-Steinbrech im Habitat bei Zermatt

### Vegetative Merkmale
Der Moos-Steinbrech ist eine ausdauernde krautige Pflanze und wächst in flachen, dichten Polstern. Die meisten Laubblätter bilden eine grundständige, dichte, fast kugelförmige Rosette von maximal 2 Zentimeter Durchmesser. Die Blattspreite ist bei einer Länge von bis zu 6 Millimetern schmal-lanzettlich. Auffallend ist, dass die Blattspreiten deutlich nach innen gebogen sind. Sie haben eine Stachelspitze sowie einen bewimperten Rand. Die 3 bis 12 Stängelblätter sind wechselständig angeordnet, sie liegen dem Stängel an und werden nach oben kaum kleiner.

### Generative Merkmale
Die Blütezeit reicht von Juli bis August. Die Blütenstandsschäfte sind wenig beblättert und sind 2 bis 10 Zentimeter hoch. Auf einem Blütenstandsschaft befindet sich meist nur eine Blüte.
Die zwittrige Blüte ist radiärsymmetrisch und fünfzählig mit doppelter Blütenhülle. Die viel kürzeren Kelchblätter sind schmaler als die Kronblätter, eiförmig, stachelspitzig und 1,5 bis 2 Millimeter lang. Die fünf Kronblätter sind bei einer Länge von 4 bis 6 Millimetern eiförmig und weiß mit orangegelben Punkten. Sie sind am Grund kurz genagelt. Auf dem Fruchtknoten sitzen zwei Griffel.
Die Chromosomenzahl beträgt 2n = 26.

## Vorkommen
Der Moos-Steinbrech gedeiht in den europäischen Gebirgen Alpen, Pyrenäen und Balkangebirge. Er kommt vor in Spanien, Andorra, Frankreich, Deutschland, in der Schweiz, in Österreich, Italien, Polen Tschechien, in der Slowakei, Ungarn, Nordmazedonien, Griechenland, Bulgarien, Rumänien, in der Ukraine und in Belarus.
Der Moos-Steinbrech gedeiht meist auf Silikatfelsen und -schutt in Höhenlagen von 2000 bis 4200 Metern (am Matterhorn). Er ist in Mitteleuropa eine Charakterart des Verbands Androsacion-alpinae und kommt vor allem im Oxyrietum und im Androsacetum alpinae vor. In den Allgäuer Alpen steigt er von einer Höhenlage von etwa 1850 Metern oberhalb der Unteren Schönisboden-Alpe beim Widderstein in Vorarlberg bis zu 2390 Metern am Gipfel der Rothornspitze in Tirol auf. In Deutschland ist die Art durch die BArtSchV geschützt.
Die ökologischen Zeigerwerte nach Landolt et al. 2010 sind in der Schweiz: Feuchtezahl F = 3+ (feucht), Lichtzahl L = 5 (sehr hell), Reaktionszahl R = 2 (sauer), Temperaturzahl T = 1 (alpin und nival), Nährstoffzahl N = 1 (sehr nährstoffarm), Kontinentalitätszahl K = 3 (subozeanisch bis subkontinental).

## Ökologie
Der Moos-Steinbrech ist eine der wenigen Pflanzen, die an windexponierten schneefreien Graten unbeschadet überwintern. In den höchsten Lagen bildet sie Aretia-artige geschlossene Polster. Auf noch nicht zur Ruhe gekommenen Schutthängen bildet sie lange rosettentragende Ausläufer.

## Taxonomie
Die Erstveröffentlichung von Saxifraga bryoides erfolgte 1753 durch Carl von Linné in Species Plantarum, Tomus I, S. 400.  Das Artepipheton bryoides leitet sich vom griechischen Wort bryodes für moosartig ab und verweist auf den Wuchs. Synonyme für Saxifraga bryoides L. sind: Saxifraga aspera subsp. bryoides (L.) Nyman, Saxifraga aspera subsp. bryoides (L.) Engl. & Irmsch., Saxifraga aspera subsp. bryoides (L.) Gaudin, Saxifraga aspera var. bryoides (L.) DC., Saxifraga aspera var. bryoides (L.) Gren., Saxifraga squarrosa Wol. non Sieber, Saxifraga bryoides var. arvernica Chass.

## Verwendung von Hybriden unter diesem Namen
Es werden meist Hybriden der Art Saxifraga arendsii unter anderem als Bodendecker, zur Bepflanzung von Steingärten, Dachgärten oder Trockenmauern verwendet und ebenfalls als Moos-Steinbrech bezeichnet.